# 鄧應台
鄧應台（?—?），江西金溪人，清朝政治人物。举人出身。
道光7年（1827年），擔任清朝遵义府婺川縣知縣。后由張宗陽接任。